# Тагзиев, Тамерлан Таймуразович
Тамерлан Таймуразович Тагзиев (англ. Tamerlan Tagziev, род. 25 сентября 1981, Беслан, Северо-Осетинская АССР) — российский, а в последствии канадский борец вольного стиля осетинского происхождения, чемпион Игр Содружества, призёр Панамериканских игр и панамериканских чемпионатов.

## Биография
Родился в 1981 году в Беслане. 2 июля 2009 года ему было присвоено звание мастер спорта России.
В 2009 году эмигрировал в Канаду и в том же году получил канадское гражданство. В 2013 году завоевал серебряную медаль панамериканского чемпионата. В 2014 году стал чемпионом Игр Содружества. В 2015 году стал бронзовым призёром Панамериканских игр. Летом 2016 года Тамерлан Тагзиев был дисквалифицирован на четыре года за употребление запрещенных веществ. В пробе спортсмена, взятой на соревнованиях 8 мая 2016 года, обнаружили мельдоний. В течение срока дисквалификации Тагзиев не имеет права участвовать в каких-либо спортивных мероприятиях, включая тренировки с партнерами по сборной.